# Фантастичні звірі: Злочини Ґріндельвальда
«Фантастичні звірі: Злочини Ґріндельвальда» (англ. Fantastic Beasts: The Crimes of Grindelwald) — американсько-британський фентезійний фільм режисера Девіда Єйтса на основі однойменної книги британської письменниці Дж. К. Ролінґ. Він є продовженням фільму «Фантастичні звірі і де їх шукати» (2016), а також є своєрідним продовженням фільмів про всесвіт Гаррі Поттера. Прем'єра стрічки в Україні відбулася 15 листопада 2018 року. Фільм розповідає про пригоди чарівника Ньюта Скамандера та його боротьбу з темним та могутнім чарівником — Ґелертом Ґріндельвальдом.

## Синопсис
Перший фільм закінчився тим, що Ньют Скамандер (Едді Редмейн) разом з МАКОСША (Магічний Конгрес США) спіймав найнебезпечнішого темного чарівника Ґелерта Ґріндельвальда (Джонні Депп). Проте Ґріндельвальд усе ж зумів утекти й ще більше загорівся бажанням правити світом. Він згуртував навколо себе чимало однодумців, що бажають лиш одного — домінування чистокровних чарівників над не магічними істотами.
Перешкодити планам Ґріндельвальда може тільки один чарівник — Албус Дамблдор (Джуд Лоу). Він об'єднується зі своїм колишнім студентом Ньютом Скамандером, який, попри небезпеку, прагне перешкодити планам темного мага. Магічний світ дедалі більше розколюється, і любов та вірність навіть найрідніших та найближчих людей проходить серйозне випробування.

## Сюжет
1927 рік. Міністерство магії США займається екстрадицією Ґелерта Ґріндельвальда до Європи, під час якої в'язень утікає. У цьому йому допомагає останній із трьох охоронців, якого той переконує обмінятися з ним місцями за допомогою багатозільної настоянки.
В Англії Ньютон Скамандер намагається повернути собі право подорожувати світом, якого його позбавило Міністерство магії Великої Британії через події в Нью-Йорку. Завдяки протекції його брата Тесея Скамандера (голова Департаменту аврорів) Міністерство погоджується повернути Ньюту це право за умови, що він стане аврором у відділі свого брата. Також Міністерство повідомляє йому, що вони запропонували це, бо розшукують Креденція Бербоуна, який вижив після подій у Нью-Йорку, а Ньют контактував із ним найбільше серед усіх людей, пов'язаних із Міністерством. І саме йому вони хочуть доручити завдання розшукати чарівника. Ньюта намагаються переконати не сперечатися з Міністерством його брат Тесей і Лета Лестрандж, яка була першим коханням Ньюта, але потім стала нареченою Тесея. Проте Ньют відмовляється, частково тому, що хоче зберігати нейтралітет і не є аврором (на відміну від його брата), а частково тому, що він уже є таємним агентом Албуса Дамблдора, і саме на його прохання прибув у Нью-Йорк. Ньютові Скамандерові відмовляють у візі і, коли він йде коридором Міністерства, брат Тесей каже йому, що настав час обирати сторону протистояння у війні із Ґріндельвальдом, а потім шепче на вухо, що за Ньютом стежать.
Через деякий час Ньют таємно зустрічається з Албусом Дамблдором у Лондоні на фасаді Собору Святого Павла, де той дає йому те саме завдання, що й Міністерство магії — розшукати Креденція Бербоуна. Дамблдор також повідомляє, що чарівник перебуває в Парижі і дає Ньютові адресу Ніколаса Фламеля як ще одного свого агента. Паралельно, Порпентіна Ґольдштейн шукає Креденція Бербоуна в Парижі. Ньют не має великого бажання виконувати ні завдання Албуса Дамблдора, ні завдання Міністерства магії, бо у війні із Ґріндельвальдом він воліє зберігати нейтралітет, а також його цікавить зовсім інше.
Ньют перебуває у своєму домі в Лондоні, де він живе разом зі своїми фантастичними звірами. Раптом Ньюта навідують Квіні Ґольдштейн та Якоб Ковальський, якого Квіні регулярно поїла амуртензією (любовним зіллям) заради того, щоб одружитися з ним. Але Ньют про це швидко здогадався і розчаклував Якоба. Під час їхньої зустрічі й розмови Квіні повідомляє Ньюту, що її сестра (і любовний інтерес Ньюта) Порпентіна Ґольдштейн зараз у Парижі таємно розшукує Креденція Бербоуна як агент Міністерства магії США. Як потім з'ясувалося, Якоб не хотів одружуватися, бо знав, закон Міністерства магії США забороняє чарівникам одружуватися з маґлами, та боявся його порушувати, щоб не підставляти свою кохану чарівницю. Через це Якоб і Квіні сваряться, після чого вона зникає. Ньют і Якоб роблять припущення, що Квіні телепортувалася до своєї сестри Тіни в Париж. Тому Ньют із Якобом вирушають до Парижа розшукувати кожен свою кохану, паралельно сподіваючись виконати завдання Дамблдора і Міністерств магії, оскільки з'ясовується, що всі шляхи ведуть до Креденція Бербоуна. Тим часом до Дамблдора в Гоґвортс навідуються аврори, які шукають Ньюта Скамандера й підозрюють, що саме Албус доручив тому небезпечну місію з розшуку Ґріндельвальда й захисту Креденція. На всі ці твердження Дамлдор відповідає відмовою, і йому на невизначений час одягають наручники, які мають контролювати всі його дії. До Гоґвортсу прийшли й Тесей із Летою, які також були аврорами. Наостанок Дамблдор просить Тесея не слухати накази Міністерства та не вступати в битву із Ґріндельвальдом. Того ж часу Лета Лестрандж заходить до одного з кабінетів Гоґвортсу і згадує своє шкільне життя тут, коли в неї був закоханий Ньют Скамандер.
У Парижі Креденцій Бербоун працює в мандрівному цирку разом із дівчиною з прокляттям крові «Маледіктус» Наджіні. Не в силах більше терпіти таке жорстоке ставлення до себе, вони втікають і випускають декілька фантастичних звірів на свободу. За всім цим спостерігала Тіна Ґольдштейн, яка в сум'ятті втратила Креденція, але господар цирку, який через цей несподіваний переворот змушений переїхати до нового місця, повідомив, що той шукає свою матір. Тіна виходить на контакт із магом Юсуфом Камою, якому також потрібен хлопець. Ньют і Якоб знаходять Тіну. Юсуф бажає смерті обскура, тому заманює Тіну, Ньюта і Якоба до себе додому і зачиняє їх за ґратами, проте тому раптом стає зле через паразита, що заліз йому в око, і він знепритомнює. Славнозвісний посіпака Пікет відчиняє їм двері. Ґріндельвальд за допомогою своїх деяких прибічників у Парижі вбиває маґлівську родину й оселяється в їхньому будинку. Він намагається схилити на свій бік Креденція, але не насильно, бо вірить, що лише той здатен здолати Албуса Дамблдора. Його прибічники приводять до нього Квіні, яка ніяк не може знайти Тіну, і переживає через це, і темному чаклунові вдається переманити її на свій бік. Також він саботує пошуки матері Креденція за допомогою прибічника-аврора Ґрімсона, який вбиває няньку напівельфійку, що виховувала Креденція до відплиття в США. Таким чином він жадає, аби обскур прийшов скоріше до нього. Ньют, Тіна і Лета Лестрандж приходять до сімейного склепу Лестранджів, де зустрічають Юсуфа Каму, Креденція Бербоуна і Наджіні. Юсуф розповідає про те, що він пов'язаний незламною обітницею й повинен убити спадкоємця Корвуса Лестранджа, але Лета зупиняє його, сказавши, що її брат давно мертвий, бо вона вбила його в дитинстві, помінявши його на іншого, який не плакав, коли вони пливли до США. Саме тому її ховчик набуває форму простирадла, у яке було загорнуто це дитя, коли воно тонуло у водах Атлантичного океану. Родинне дерево зі склепу підтверджує її слова. Того ж часу Якоб зустрічає Ніколаса Фламеля — алхіміка, який створив філософський камінь. Він показує Якобові найближче майбутнє в магічній кулі й той бачить у ньому свою кохану Квіні й запитує алхіміка про це місце. Фламель відповідає, що це на найстародавнішому кладовищі Бурбонів у Франції і Якоб вирушає туди. Не вірячи своїм очам він побачив її на зборищі прибічників Ґріндельвальда, які потрохи почали збиратися там. Туди ж потрапили й інші герої цієї історії, а також брат Ньюта Тесей, який очолив загін аврорів і наказав не вестися на провокації. Ґріндельвальд виголошує промову, у якій каже, що маги повинні правити світом, а не маги повинні бути рабами, бо завжди прагнули влади й влаштовували війни. На знак підтвердження цього він надсилає «хмару майбутнього» із черепа, у якому показано Другу світову війну у всій її «красі»: танки, літаки і ядерний вибух. Ґріндельвальд підлаштовує вбивство однієї зі своїх прихильниць, яку начебто навмисно вбив без попередження один з аврорів, хоча той просто захищався. Потім він сказав усім своїм прихильникам летіти в усьому світі і казати, що цю війну затіяли не вони, і що вона наближається. Залишається небагато людей, переважно аврори й темному чаклунові вдається вичаклувати блакитне полум'я, яке почало знищувати всіх, кого Ґріндельвальд вважав нелояльними до себе. Креденцій і Квіні переходять на бік Ґріндельвальда, багато аврорів загинуло у вогні, а також Лета Лестрейндж, яка врятувала Ньюта і Тесея від загибелі. Лета зрадила Ґріндельвальда, який думав що вона стала на його бік і в нерівному бою програла величі його бузинової палички. Чаклун сказав, що він ненавидить Францію і роз'явився в Австрію. Усі, кому вдається вижити, з'являються неподалік кладовища, проте язики синього полум'я продовжують вирувати. Біля цього місця раптово з'являється Ніколас Фламель, який спонукає всіх, хто залишився, зімкнутися в коло і за допомогою магії приборкати полум'я, щоб воно не поглинуло всю Францію. Урешті-решт вогонь вдалося загасити. Ньют разом з аврорами повертається до Гоґвортсу і віддає Дамблдорові бульбашку з кров'ю - символ клятви, що не давала Дамблдору і Ґріндельвальду битися. Дамблдор дуже здивований і запитує в Ньюта, як той її здобув і тоді з Ньютового піджака виповзає ніфлер. Албус Дамблдор запрошує товариша до себе в гості на чашку чаю. Ньют радить професорові прибрати всі ложки.
Ґріндельвальд дарує Креденцієві чарівну паличку і робить із ворона, що є символом роду Лейстренджів, фенікса, і каже що цей птах завжди приходив на поміч у потрібну хвилину до роду, до якого належить обскур. Він відкриває йому справжнє ім'я: Аврелій Дамблдор.

## У ролях

### Акторський склад
| Актор                 | Роль                                               |
| --------------------- | -------------------------------------------------- |
| Джошуа Ши             | Ньютон Артеміс Фідо Скама́ндер у дитинстві          |
| Едді Редмейн          | Ньютон Артеміс Фідо Скама́ндер                      |
| Каллум Тернер         | Тесей Скама́ндер                                    |
| Теа Лемб              | Лета Лестранж у дитинстві                          |
| Зої Кравіц            | Лета Лестранж                                      |
| Кейт Чантер           | Корвус Лестранж                                    |
| Ізавра Барбе-Браун    | Лорена Кама                                        |
| Вільям Надулам        | Юсуф Кама                                          |
| Езра Міллер           | Креденцій Бербоун                                  |
| Клавдія Кім           | Наджіні                                            |
| Кетрін Вотерстон      | Порпентіна Ґольдштейн                              |
| Елісон Судол          | Квіні Ґольдштейн                                   |
| Ден Фоґлер            | Якоб Ковальський                                   |
| Тобі Реґбо            | Албус Персіваль Вулфрик Браян Дамблдор у молодості |
| Джуд Лоу              | Албус Персіваль Вулфрик Браян Дамблдор             |
| Джеймі Кемпбелл Бовер | Ґелерт Ґріндельвальд у молодості                   |
| Джонні Депп           | Ґелерт Ґріндельвальд                               |
| Бронтіс Ходоровський  | Ніколас Фламель                                    |
| Кармен Іджого         | Серафіна Пікері                                    |
|                       | Ірма Дюґард                                        |
| Фіона Ґласкотт        | Макґонеґел                                         |
| Вікторія Єйтс         | Банті                                              |
| Дерек Рідделл         | Торквіл Треверс                                    |
|                       | Ґрімсон                                            |
|                       | Вінда Розьє                                        |
| Кевін Ґатрі           | Абернаті                                           |
| Майя Блум             | Керроу                                             |
| Давид Сакурай         | Крол                                               |

## Український дубляж
- Олександр Погребняк — Ньют
- В'ячеслав Дудко — Якоб
- Юлія Перенчук — Тіна
- Наталія Денисенко — Квіні
- Іван Розін — Дамблдор
- Андрій Твердак — Ґріндельвальд
- Дмитро Гаврилов — Кама
- Олександр Ромашко — Тесей
- Олег Лепенець — Треверс
- Андрій Соболєв — Креденцій
- Андрій Альохін — Фламель
- Ганна Кузіна — Наджіні
- Сергій Кияшко — Скендер
- Інна Бєлікова — Банті
- Михайло Кришталь — Грімсон
- Валентина Сова — Ірма
- Катерина Брайковська — Роз'є
- Євген Сінчуков — Гузман
- Наталія Ярошенко — Серафіна
- Світлана Шекера — Мінерва Макґонеґел
- Володимир Терещук — Портальний
- Людмила Петреченко — Євлалія

- А також: Дмитро Рассказов-Тварковський, Вікторія Хмельницька, Олексій Череватенко, Катерина Башкіна, Павло Голов.

Фільм дубльовано студією «Postmodern» на замовлення «Kinomania» у 2018 році.
- Перекладач — Олег Колесніков
- Режисер дубляжу — Анна Пащенко
- Звукорежисер — Олександр Мостовенко
- Керівник дубляжу — Ірина Туловська

## Виробництво
У жовтні 2014 року в компанії «Warner Bros. Pictures» заявили, що буде щонайменше три фільми в серії «Фантастичних звірів», із яких прем'єра першого відбудеться в листопаді 2016 року, другого — в листопаді 2018, а третього — в листопаді 2020. Дівіда Єйтса оголосили режисером щонайменше однієї частини.
У липні 2016 року Єйтс заявив, що Дж. К. Ролінґ написала сценарій для другої й третьої частини. В інтерв'ю «Entertainment Weekly» Єйтс сказав, що друга частина буде значно відрізнятися від першої: новим поглядом, новими героями. У жовтні 2016 року стало відомо, що серія «Фантастичні звірі» розшириться на п'ять фільмів, а дія другого продовжиться в іншій столиці. Також стало відомо, що актор Едді Редмейн зіграє головну роль в усіх п'яти фільмах, а режисер Девід Єйтс усіх їх зніме. Також продюсерами залишаться Девід Гейман, Стівен Кловз, Дж. К. Ролінґ і Лайонел Вігрем.

### Знімання
Основне знімання почали 3 липня 2017 року, в студії Warner Bros. Studios, Leavesden. 22 вересня 2017 року Девід Сакурай зіграв Кралла, одного з амбітних і похмурих поплічників Ґріндельвальда. Повідомляється, що Джуд Лоу закінчив знімати свої сцени у ролі Дамблдора у вересні 2017 року. 5 жовтня 2017 року було оголошено про кількох інших акторів, включаючи Бронтиса Ходоровского у ролі Ніколаса Фламеля і Джесіку Вільямс. Основне знімання завершили 20 грудня 2017 року.

### Музика
Джеймс Ньютон Говард підтвердив у листопаді 2016 року, що він повернеться, щоб скласти музику для фільму.

## Реліз
Фільм в Україні випустила компанія «Warner Bros. Pictures» 15 листопада 2018 року. Фільм отримав реліз в IMAX, IMAX 3D та 2D.

### Маркетинг
Було оголошено, що сценарій фільму вийде у вигляді книги 16 листопада 2018 року.
Перший тизер-трейлер вийшов 13 березня 2018 року, разом з першим постером.
Перший повноцінний трейлер вийшов 21 липня 2018 року на Comic-Con у Сан-Дієго.
Фінальний трейлер вийшов 25 вересня 2018 року.

## Продовження
Спочатку, у жовтні 2014 року, студія оголосила, що буде трилогія «Фантастичних звірів». У липні 2016 року, Девід Єйтс підтвердив, що Роулінг написала сценарій для другого фільму та ідеї для третього. Третій фільм буде випущений 20 листопада 2020 року.. Про нього, станом на 18 листопада 2018 року, майже нічого невідомо, але Роулінг заявила, що в ньому широкої відомості у всьому здобуде директорка Американської школи та чаклунств Ілверморні. Також, у жовтні 2016 року Роулінг заявила, що серія буде складатися з п'яти фільмів..